# Royal Rumble (1989)
Royal Rumble 1989 fue la segunda edición del Royal Rumble, un evento pago por visión de lucha libre profesional producido por la World Wrestling Federation (WWF). Tuvo lugar el 15 de enero de 1989 desde el The Summit en Houston, Texas.

## Resultados
- Dark match: Jim Powers derrotó a Barry Horowitz
  - Este es el primer combate no televisado del evento.
- Dark match: Sam Houston derrotó a Steve Lombardi
- Jim Duggan y The Hart Foundation (Bret Hart y Jim Neidhart) derrotaron a Dino Bravo y The Fabulous Rougeaus (Jacques y Raymond) (w/Frenchy Martin y Jimmy Hart) en un Two out of Three Falls Match (16:55)
  - Raymond cubrió a Bret después de un "Bombe de Rougeau". (5:27)
  - Duggan cubrió a Raymond después de un "Elbow Drop". (12:57)
  - Bret cubrió a Bravo después de que Duggan lo golpeara con un 2x4. (16:55)
- Rockin' Robin derrotó a Judy Martin reteniendo el Campeonato Femenino de la WWF (6:25)
  - Robin cubrió a Martin después de un "Crossbody".
  - Está vez fue la primera vez que se disputó un título femenino individual en la historia del evento.
- King Haku (con Bobby Heenan) derrotó a Harley Race   (9:02)
  - Haku cubrió a Race después de una "Reverse Thrust Kick".
- Big John Studd ganó el Royal Rumble 1989 (1:04:53)
  - Big John Studd eliminó finalmente a Ted DiBiase, ganando la lucha.
  - Este fue el primer Royal Rumble de 30 participantes.

## Royal Rumble entradas y eliminaciones
Un nuevo participante ingresaba cada 2 minutos.
| Entradas | Entradas           | Eliminado por | Eliminado por                    | Tiempo |
| -------- | ------------------ | ------------- | -------------------------------- | ------ |
| 1        | Ax                 | 4             | Mr. Perfect                      | 14:37  |
| 2        | Smash              | 1             | André the Giant                  | 04:55  |
| 3        | André the Giant    | 5             | Él mismo                         | 14:55  |
| 4        | Mr. Perfect        | 11            | Hulk Hogan                       | 27:58  |
| 5        | Ronnie Garvin      | 2             | André the Giant                  | 02:39  |
| 6        | Greg Valentine     | 8             | Randy Savage                     | 19:52  |
| 7        | Jake Roberts       | 3             | André the Giant                  | 02:08  |
| 8        | Ron Bass           | 7             | Shawn Michaels y Marty Jannetty  | 12:36  |
| 9        | Shawn Michaels     | 9             | Arn Anderson y Randy Savage      | 14:30  |
| 10       | Bushwhacker Butch  | 13            | Bad News Brown y Hulk Hogan      | 18:13  |
| 11       | The Honky Tonk Man | 6             | Bushwhacker Butch y Tito Santana | 04:12  |
| 12       | Tito Santana       | 12            | Arn Anderson                     | 12:47  |
| 13       | Bad News Brown     | 19            | Hulk Hogan                       | 16:24  |
| 14       | Marty Jannetty     | 10            | Anderson y Blanchard             | 07:52  |
| 15       | Randy Savage       | 20            | Hulk Hogan                       | 12:26  |
| 16       | Arn Anderson       | 16            | Hulk Hogan                       | 10:00  |
| 17       | Tully Blanchard    | 17            | Hulk Hogan                       | 08:02  |
| 18       | Hulk Hogan         | 21            | Akeem y The Big Boss Man         | 11:31  |
| 19       | Bushwhacker Luke   | 15            | Hulk Hogan                       | 03:08  |
| 20       | Koko B. Ware       | 14            | Hulk Hogan                       | 01:08  |
| 21       | The Warlord        | 18            | Hulk Hogan                       | 00:02  |
| 22       | The Big Boss Man   | 22            | Hulk Hogan                       | 04:18  |
| 23       | Akeem              | 28            | Big John Studd                   | 18:36  |
| 24       | Brutus Beefcake    | 24            | The Barbarian y Ted DiBiase      | 13:56  |
| 25       | The Red Rooster    | 23            | Ted DiBiase                      | 11:17  |
| 26       | The Barbarian      | 26            | Rick Martel                      | 12:15  |
| 27       | Big John Studd     | -             | Ganador                          | 12:21  |
| 28       | Hercules           | 25            | The Barbarian y Ted DiBiase      | 06:11  |
| 29       | Rick Martel        | 27            | Akeem                            | 05:29  |
| 30       | Ted DiBiase        | 29            | Big John Studd                   | 06:27  |

## Otros roles
| Comentaristas - Gorilla Monsoon - Jesse "The Body" Ventura Entrevistadores - Sean Mooney - Gene Okerlund | Árbitros - Earl Hebner - Joey Marella Otros - Howard Finkel - Anunciador - Jay Strongbow |